# Paul Sokody
Paul Sokody (Elgin, 18 agosto 1914 – Elgin, 12 maggio 1992) è stato un cestista statunitense, professionista nella NBL.

## Carriera
Giocò per cinque stagioni nella NBL, disputando complessivamente 118 partite con 5,3 punti di media.